# Chiesa di San Pier Scheraggio
La ex-chiesa di San Pier Scheraggio è stata un edificio religioso di Firenze, situata lungo via della Ninna e oggi inglobata, nelle sue strutture superstiti, nel complesso degli Uffizi.

## Storia

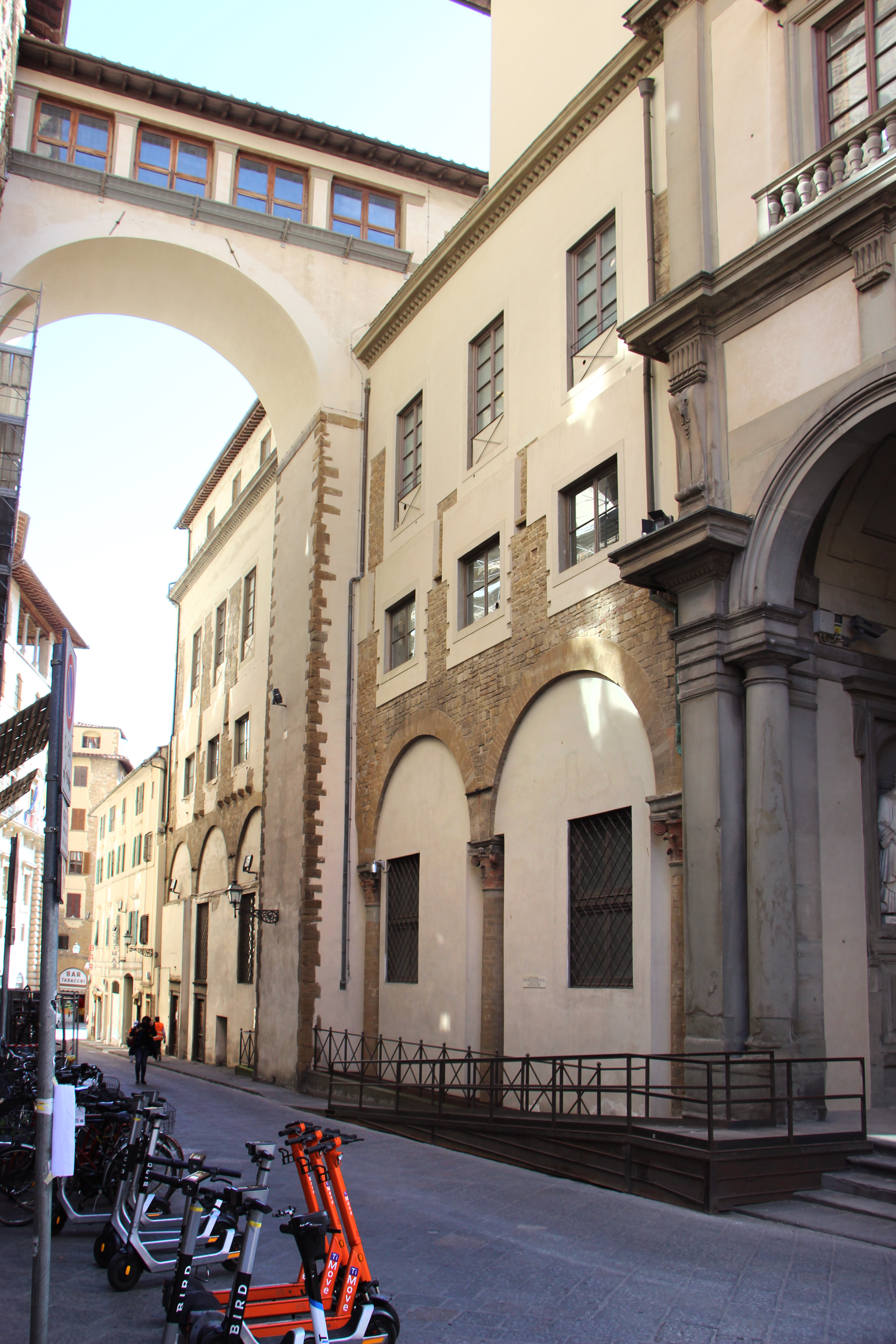
I resti della chiesa su via della Ninna

Consacrata nel 1068, si trattava di una delle trentasei parrocchie della "cerchia antica", nonché prioria di uno dei sestieri cittadini. Il nome della chiesa deriva dal fossato di "schiaraggio" che correva lungo la prima cinta muraria. L'importante chiesa romanica non servì soltanto per le funzioni religiose, ma anche per le riunioni dei Consigli del Comune prima della costruzione del Palazzo dei Priori (il palazzo della Signoria o Palazzo Vecchio); qui inoltre parlarono Dante e Boccaccio, in particolare dal famoso pulpito che, smontato, venne poi ricollocato nella chiesa di San Leonardo in Arcetri dove tuttora si trova. Il rosoncino mormoreo con raggi che decorava la facciata veniva creduto (o comunque si pretendeva di crederlo) la ruota del carroccio fiesolano preso durante la guerra del 1123.
Nonostante il passato così illustre, fu vittima ancora di trasformazioni e distruzioni. Già nel 1298, con la costruzione di Palazzo Vecchio (all'epoca Palazzo dei Priori), la chiesa era stata rimpicciolita demolendo una cappella dove tra l'altro si trovava la famosa Madonna con il Bambino detta di Cimabue. La dolcezza della Madonna, che sembrava tenere il figlio per farlo addormentare, le valse il soprannome di Madonna della ninna nanna, dal quale derivò il nome ancora in uso della via della Ninna. Di nuovo nel 1410 perse l'intera navata nord, per l'allargamento della strada.
Nel 1560, pur continuando a essere officiata, fu infine inglobata nel palazzo delle Magistrature o degli Uffizi, progettato da Giorgio Vasari, che andò a "risanare tutto il circostante quartiere "della Baldracca". In quell'occasione San Pier Scheraggio perse il campanile, la canonica e il piccolo cimitero, una parte del quale è stata poi scavata nel 2014. Nei suoi sotterranei continuarono a riunirsi, per un certo periodo, la Compagnia di Sant'Antonio Abate dei Macellari, quella della Pietà dei Tavolaccini (i tavolaccini erano degli inservienti del Comune che tra l'altro aprivano e chiudevano le porte nelle mura), quella dell'Assunta di San Pier Scheraggio. 
Cessò di essere officiata nel 1743, al tempo dei Lorena, diventando l'Archivio dei Tribunali.

## Descrizione

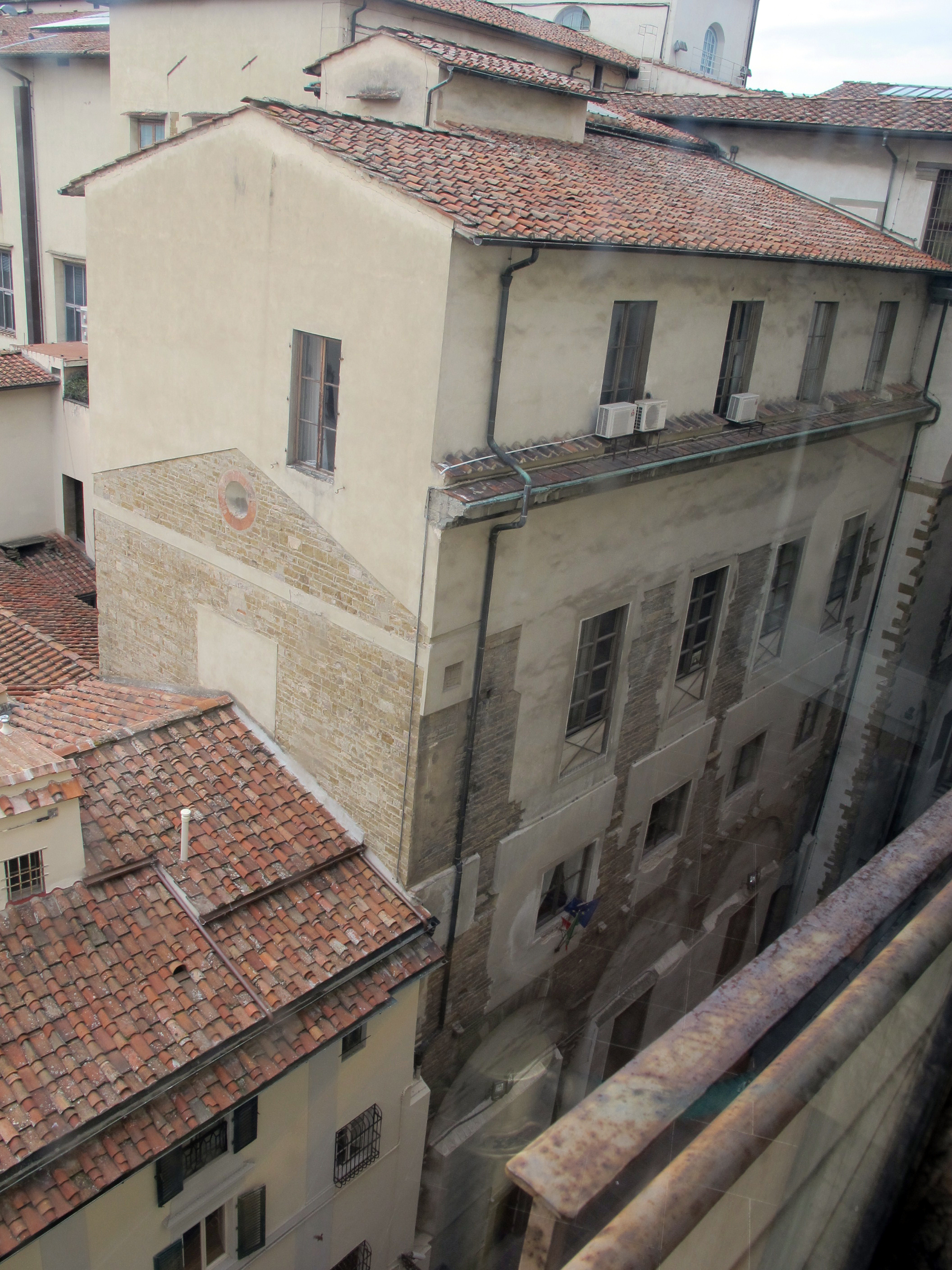
Il corpo della navata centrale di San Pier Scheraggio visto da palazzo Vecchio

La chiesa, a tre navate, era affrescata all'interno, cosa piuttosto singolare per un edificio romanico. Su via della Ninna sono ancora visibili i resti della chiesa (soprattutto le colonne della navata e alcuni archi) ed all'interno degli Uffizi (dietro alla ex-biglietteria) esiste ancora una navata della medesima, usata per occasioni speciali ed esibizioni temporanee. Una targa posta sulla parete esterna recita: "Avanzi e vestigia / Della chiesa di San Piero a Scheraggio / Che dava nome ad uno dei sesti della città / E fra le cui mura nei consigli del popolo / Sonò la voce di Dante". Nel negozio di via della Ninna 7 rosso si vede il paramento esterno dell'abside.
Nel 2020 è tornata visibile, dentro gli Uffizi, una navata di San Pier Scheraggio, con alcuni scavi.

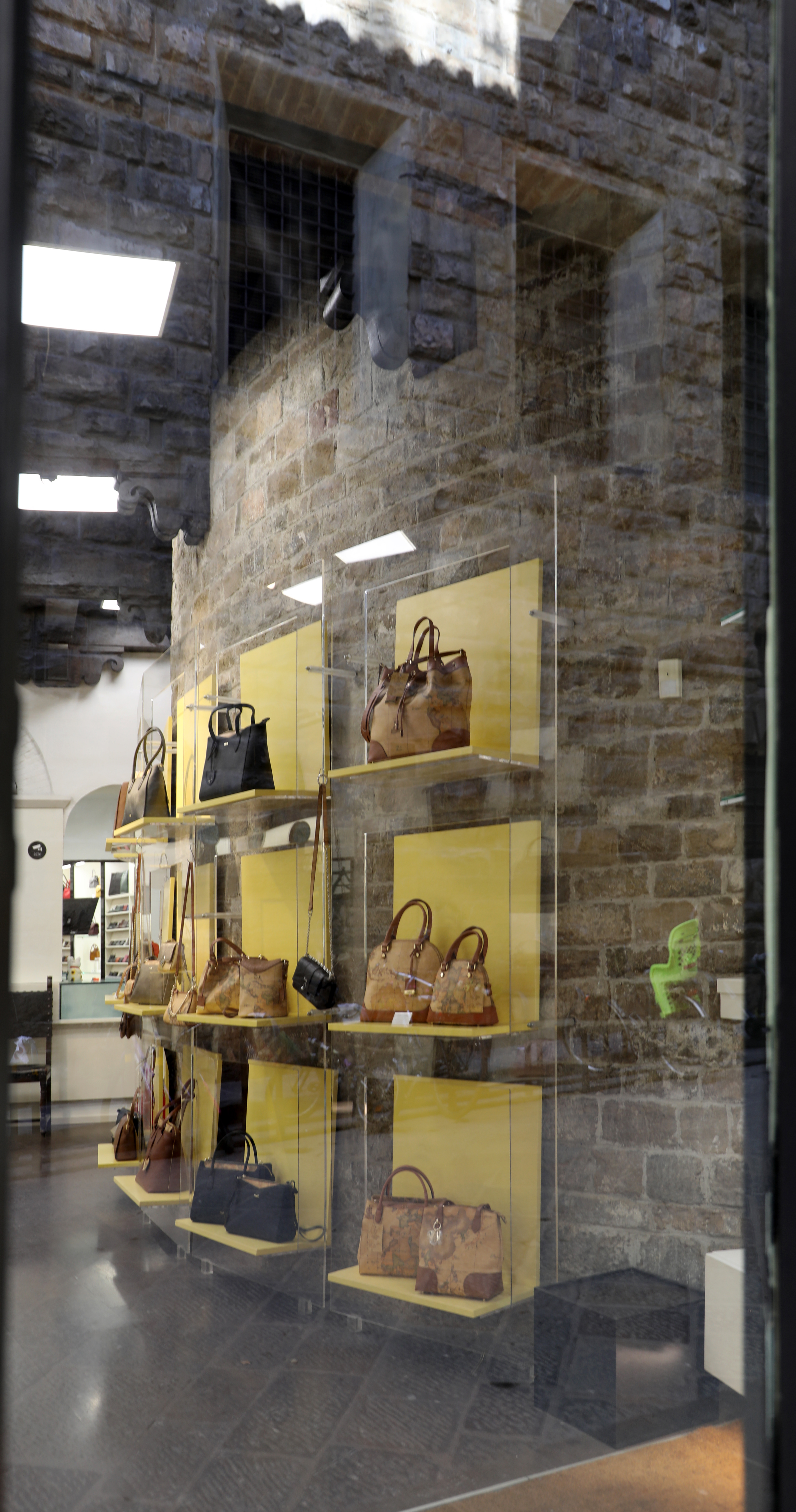
Abside oggi visibile nel negozio in via della Ninna 7 rosso
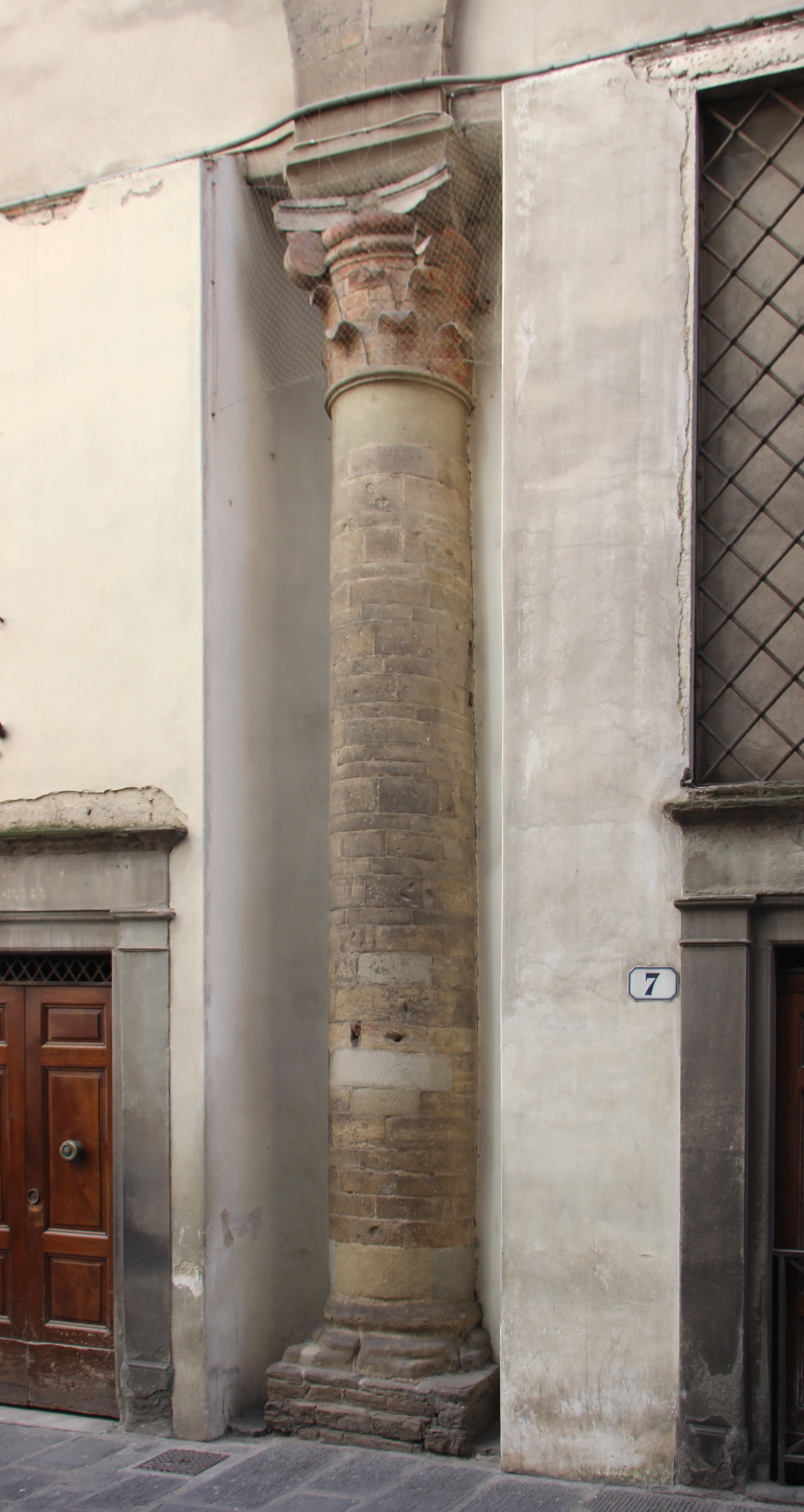
Colonna della navata
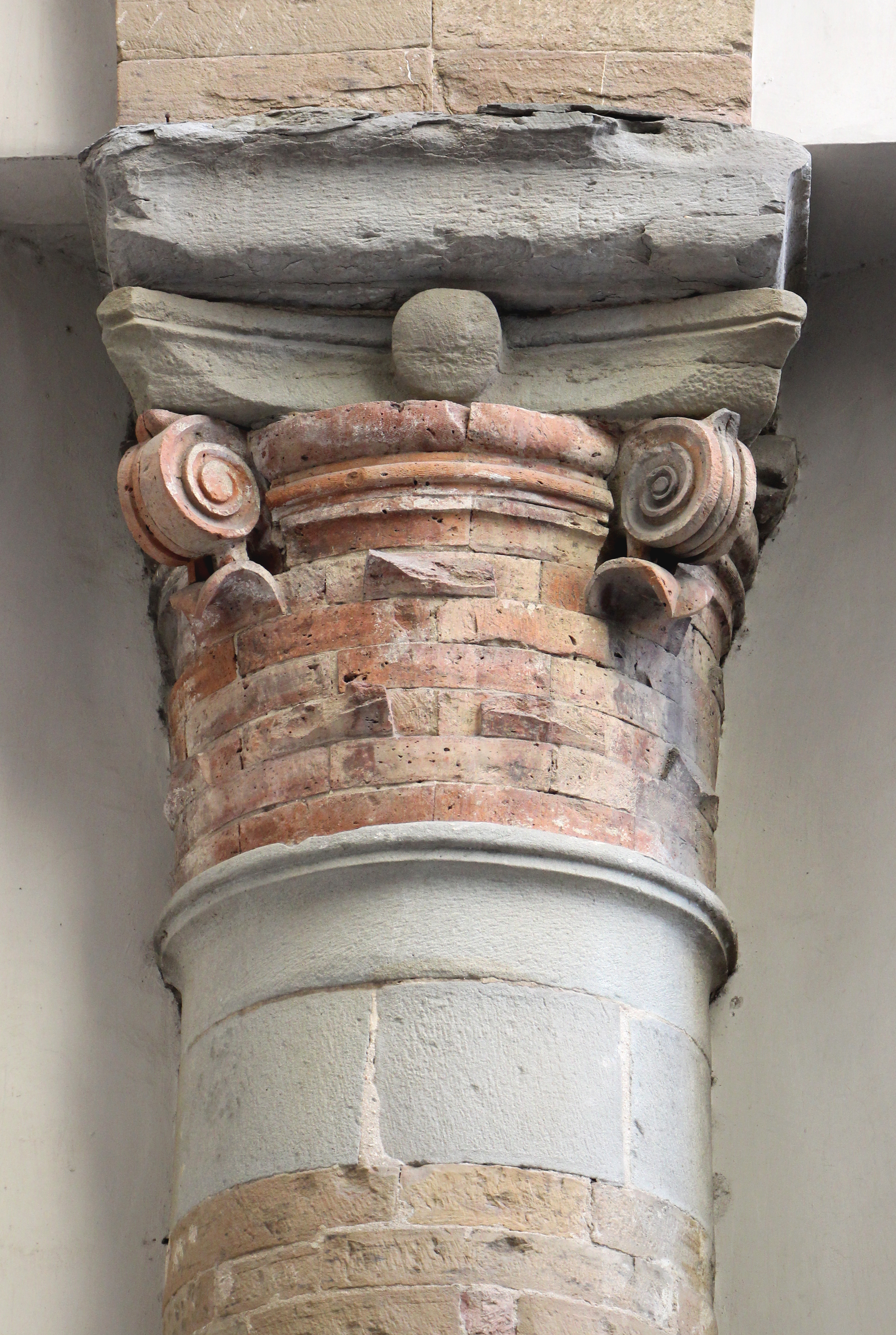
Uno dei capitelli in laterizi
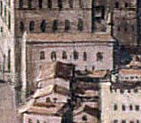
La chiesa nel panorama cittadino al tempo dell'assedio di Firenze (1529-1530), prima della costruzione degli Uffizi
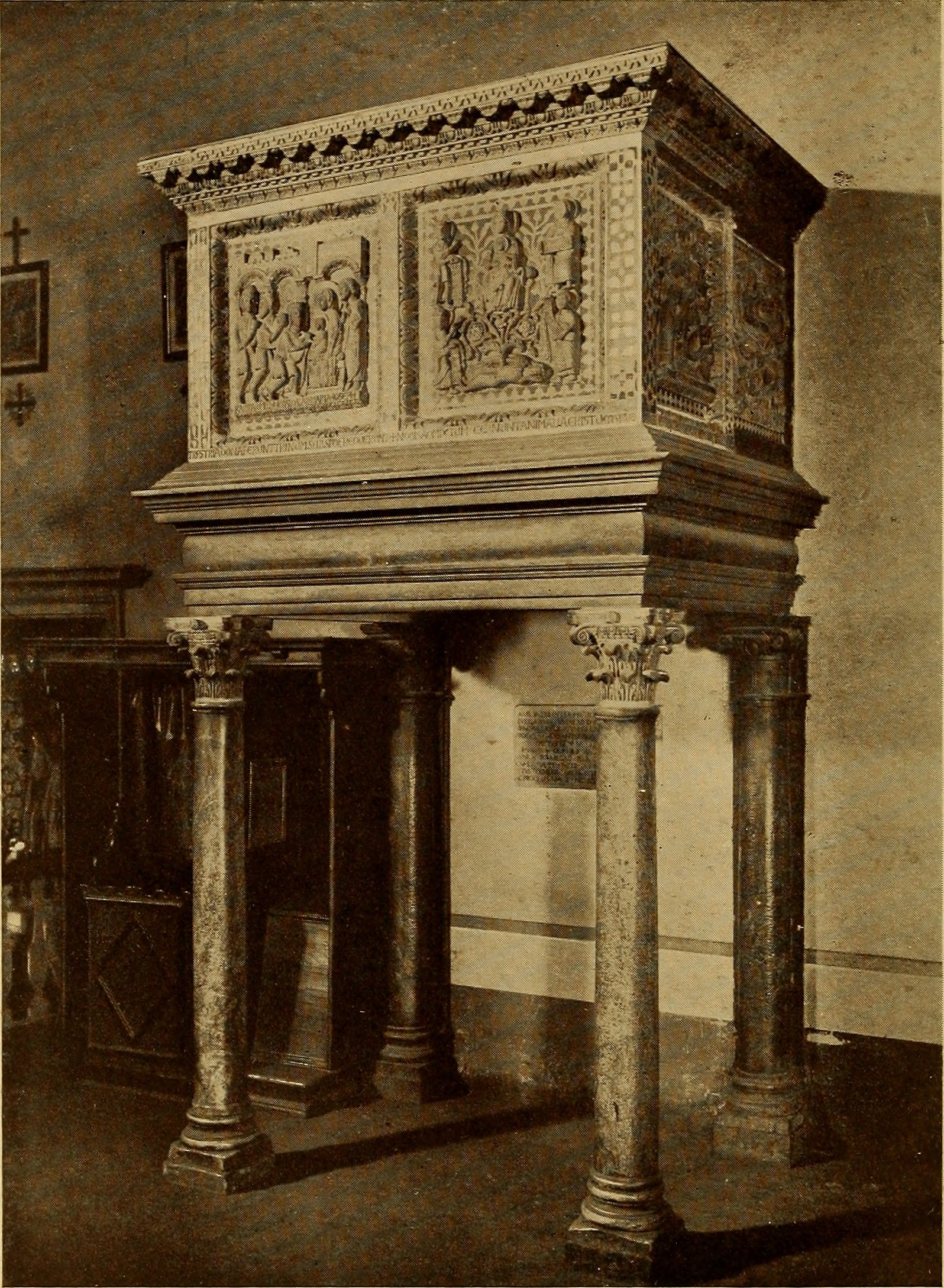
Il pulpito di San Pier Scheraggio